# Kothegala, Heggadadevankote
Kothegala là một làng thuộc tehsil Heggadadevankote, huyện Mysore, bang Karnataka, Ấn Độ.